# Kaukura

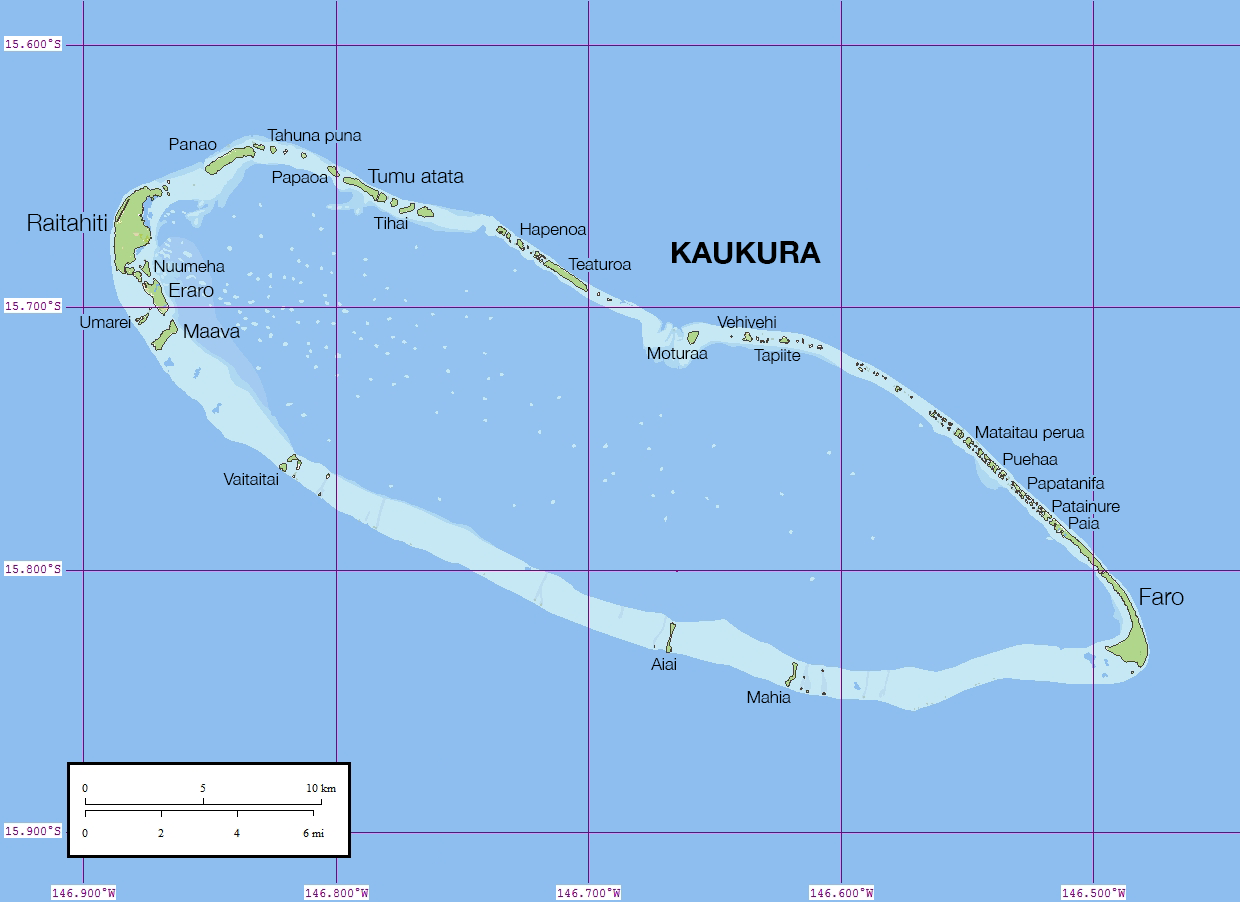
Mapa de Kaukura

Kaukura és un atol de les Tuamotu, a la Polinèsia Francesa. Administrativament és una comuna associada a la comuna d'Arutua. Està situat a 55 km al sud-oest de Rangiroa i a 340 km al nord-est de Tahití. Geogràficament forma part de les illes Palliser.
Kaukura és un atol ovalat de 50 km de llarg i 14 km d'ample amb una superfície total, inclosa la llacuna, de 447 km². L'escull només és trencat per un pas poc profund situat a l'est: Faape. La llacuna és poc profunda amb 65 illots al voltant. La vila principal és Raitahiti, al nord-oest, amb un aeròdrom al nord. Els 353 habitants (cens del 2002) viuen principalment de la pesca i proveeixen el mercat de Tahití.